# Yvonne Strahovski
Yvonne Strahovski, egentligen Yvonne Jaqueline Strzechowski, född 30 juli 1982 i Werrington Downs utanför Sydney i Australien, är en australisk skådespelare. Hennes föräldrar kom från Polen och hon talar både engelska och polska. 
Hon tog examen vid University of Western Sydney's Theatre Nepean med en filosofie kandidat i performance. Strahovski medverkade i några roller i australisk film och TV och spelade sedan karaktären Sarah Walker i den amerikanska TV-serien Chuck. Hon fick rollen efter bara tre dagar då hon skickat några videoklipp med sig själv från Australien där hon är född. Hennes provspelning finns på DVD:n till säsong 1, men finns även ute på Youtube. Hon röstskådespelar och är även ansiktsmodell för Miranda Lawson i spelet Mass Effect 2 och Mass Effect 3.

## Filmografi

### Filmer

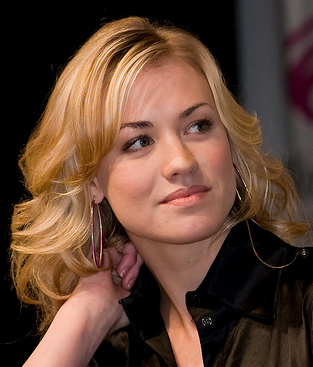
Strahovski i WonderCon 2009

| År   | Titel                       | Roll             | Noter    |
| ---- | --------------------------- | ---------------- | -------- |
| 2007 | Gone                        | Sondra           |          |
| 2008 | The Plex                    | Sarah            |          |
| 2009 | Persons of Interest         | Lara             | Kortfilm |
| 2009 | The Canyon                  | Lori             |          |
| 2010 | I Love You Too              | Alice            |          |
| 2010 | Matching Jack               | Veronica         |          |
| 2010 | Lego: Clutch Powers äventyr | Peg Mooring      | Röstroll |
| 2011 | Killer Elite                | Anne             |          |
| 2012 | The Outback                 | Miranda          | Röstroll |
| 2012 | The Guilt Trip              | Jessica          |          |
| 2014 | I, Frankenstein             | Terra Wade       |          |
| 2015 | Manhattan Nocturne          | Caroline Crowley |          |
| 2016 | All I See Is You            | Karen            |          |
| 2016 | Batman: Bad Blood           | Batwoman         | Röstroll |

### TV
| År        | Titel                    | Roll           | Noter |
| --------- | ------------------------ | -------------- | --- |
| 2004      | Double the Fist          | Suzie          | Avsnitt: "Fear Factory" |
| 2005–2006 | headLand                 | Freya Lewis    | 26 avsnitt |
| 2007      | Sea Patrol               | Martina Royce  | Avsnitt: "Cometh the Hour" |
| 2007–2012 | Chuck                    | Sarah Walker   | Teen Choice Award for Choice TV Actress – Action (2010) TV Guide Award for Favorite Actress TV Guide Award for Favorite Couple Who Have (Delad med Zachary Levi) Nomninerad—Teen Choice Award for Choice TV Actress – Action (2011 & 2012) |
| 2012–2013 | Dexter                   | Hannah McKay   | Saturn Award for Best Guest Starring Role on Television |
| 2014      | Louie                    | Blake          | |
| 2014      | 24: Live Another Day     | Kate Morgan    | 12 avsnitt |
| 2015      | The Astronaut Wives Club | Rene Carpenter | 10 avsnitt |
| 2015      | Edge                     | Beth           | |
| 2017–     | The Handmaid's Tale      | Serena Joy     | 32 avsnitt |

### Datorspel
| År   | Titel              | Roll           | Noter                     |
| ---- | ------------------ | -------------- | ------------------------- |
| 2009 | Mass Effect Galaxy | Miranda Lawson | Röstroll                  |
| 2010 | Mass Effect 2      | Miranda Lawson | Röstroll                  |
| 2011 | The 3rd Birthday   | Aya Brea       | Röstroll Engelsk dubbning |
| 2012 | Mass Effect 3      | Miranda Lawson | Röstroll                  |